# جون مور (قاضي)
جون مور (بالإنجليزية: John Moore)‏ هو محامي وقاضي أسترالي، ولد في 5 نوفمبر 1915، وتوفي في 30 أغسطس 1998.